# Linea di successione al trono di Romania

Lo stemma della monarchia rumena.

La linea di successione al trono di Romania (Ordinea de succesiune la tronul României) dipende dall'interpretazione della vecchia costituzione rumena del 1938, ormai sospesa, e la legge dinastica del 1884 legalmente valida anche oggi che prevedevano una successione a norma della legge salica.

## Situazione attuale
Il re Michele I di Romania non ha avuto figli maschi, né ci sono legittimi discendenti maschi dai precedenti sovrani di Romania. Se si segue la costituzione del 1938, dunque, al momento attuale non vi è alcun membro della famiglia reale nella linea di successione al trono.
Esistono discendenti in linea maschile da Carlo II di Romania: Paul-Philippe Hohenzollern (nato nel 1948) ed Alexander Hohenzollern (nato nel 1961), figli di Carol Mircea Hohenzollern, nato dal matrimonio di Carlo II di Romania con la sua prima moglie Zizi Lambrino. Tuttavia, il matrimonio era stato dichiarato nullo da un tribunale rumeno. Nel 1955, però, un tribunale portoghese dichiarò Carol Mircea come erede legittimo di Carlo II di Romania. La sentenza gli ha permesso di portare il cognome Hohenzollern e di ereditare una parte dell'eredità del padre, ma non gli conferisce alcun diritto dinastico, né gli permette di portare un titolo principesco.
Nell'ottobre 1995, con una sentenza simile di un tribunale rumeno, Carol Mircea è stato riconosciuto figlio legittimo del re Carlo II, sentenza che gli consente il diritto di portare il cognome di Romania e di rimettere in questione la successione al trono. La sentenza del tribunale è stata utilizzata da Paul-Philippe Hohenzollern per rivendicare il titolo di principe. Tuttavia i figli di Carol Mircea non hanno diritti di successione al trono a causa della mancata natura dinastica del matrimonio dei loro nonni. Inoltre, a differenza di suo figlio Paul-Philippe, Carol Mircea non ha mai rivendicato alcun diritto al trono rumeno.
A seguito dell'abdicazione di Michele I di Romania la linea di successione è stata discussa nel corso di un incontro fra lo stesso Michele, suo zio il principe Nicola di Romania, e Federico di Hohenzollern. Poco dopo questo incontro, il portavoce del re Carlo II di Romania, in un'intervista al giornale francese Le Figaro, espresse il suo forte sostegno verso il principe Federico, affermando inoltre che Michele non avrebbe mai riconquistato il trono. Michele rifiutò sempre di vedere suo padre Carlo dopo l'abdicazione di quest'ultimo, nel 1940. Michele ha inoltre rifiutato di andare al funerale del padre, in Portogallo, ed ha negato il ritorno dei suoi resti in Romania.
Secondo la costituzione del 1938, il trono si eredita seguendo il criterio della legge salica. La costituzione reale e lo statuto della Casa Reale (redatto nel 1884) restanno giuridicamente valide. Va inoltre detto che gli attuali Hohenzollern tedeschi discendono dal principe Guglielmo di Hohenzollern-Sigmaringen.

## Linea di successione al trono di Romania
La sezione I del capitolo I della costituzione del 1938 si occupa della definizione dei poteri del re e della successione al trono. Gli articoli 34, 35 e 36 stabiliscono i criteri di successione:
- Primogenitura maschile con esclusione perpetua della discendenza femminile e loro discendenti (art. 34).
- Discendenza da Carlo I. In caso di estinzione della sua discendenza maschile, i diritti passano a quella di suo fratello maggiore (artt. 34-35).
- Professione di fede ortodossa (art. 34)[2].
- In caso di rinuncia degli aventi diritto non discendenti da Carlo I (cioè discendenti dai suoi fratelli), il re nomina un successore fra i membri delle famiglie regnanti in Europa occidentale con l'approvazione dell'assemblea nazionale. In caso contrario, alla morte del re, il trono diventa vacante (artt. 35-36).

La linea di successione al Trono di Romania, secondo la legge salica, è la seguente:
 Sua Altezza Reale il principe Carlo Federico di Hohenzollern, nato nel 1952.
1. Sua Altezza Serenissima il principe Alessandro di Hohenzollern, nato nel 1987.
2. Sua Altezza Serenissima il principe Alberto di Hohenzollern, nato nel 1954.
3. Sua Altezza Serenissima il principe Ferdinando di Hohenzollern, nato nel 1960.
4. Sua Altezza Serenissima il principe Luigi di Hohenzollern, nato nel 1999.
5. Sua Altezza Serenissima il principe Fidelio di Hohenzollern, nato nel 2001.
6. Sua Altezza Serenissima il principe Carlo Cristio di Hohenzollern, nato nel 1962.
7. Sua Altezza Serenissima il principe Nicola di Hohenzollern, nato nel 1999.
8. Sua Altezza Serenissima il principe Uberto di Hohenzollern, nato nel 1966.
9. Sua Altezza Serenissima il principe Carlo Alessandro di Hohenzollern, nato nel 1970.

Secondo l'articolo 35 della costituzione del 1938, in caso di scomparsa senza eredi diretti maschi di tutti gli Hohenzollern, o in caso di loro rifiuto di accettare la corona, il trono diventa vacante. In questa situazione, sempre secondo l'articolo 35, l'ultimo re regnante ha il diritto di nominare un principe, di una qualsiasi famiglia reale europea, e di nominarlo suo successore con l'approvazione del parlamento.
Il 30 dicembre 2007, a 60 anni dalla sua abdicazione, l'ex re Michele I di Romania ha emanato qualche disposizione testamentaria ( "le Regole fondamentali della Casa Regale di Romania"), nelle quali invita il Parlamento della Romania, se in futuro si trattasse di restaurare la monarchia nel paese, ad abolire la legge salica, e ha proposto come prima in linea di successione la primogenita del re, Margherita di Romania, istituendola a titolo personale “Principessa erede” e “Custode della corona romena”. L'atto del re Michele fa esplicito riferimento ai “valori della società romena” e alla legislazione dell'Unione Europea, e in particolare alla “Convenzione europea dei diritti umani”. Il documento dispone l'asse ereditario (in particolare i castelli di Săvârșin e Pelișor) e proporre delle nuove regole di successione al trono di Romania. Per questo punto, esso ha aveva valore simbolico, come una disposizione testamentaria.
La linea di successione delineata nelle Regole (Addendum I) limitava la successione ai soli discendenti dal re Michele, ed esclude esplicitamente ogni altro membro della famiglia Hohenzollern-Sigmaringen. Rispetto a quanto là previsto, nel progetto sono intervenuti due cambiamenti: nel 2014 la terzogenita Irina Walker è stata privata del titolo di principessa ed esclusa dalla linea di successione, insieme ai suoi discendenti; nel 2015 il nipote del re, Nicholas Medforth-Mills, figlio della principessa Elena, è stato pure privato del titolo e dei diritti. In entrambi i casi la decisione è stata dovuta ad eventi della vita privata degli interessati, che li re ha giudicato incompatibili con lo standard etico richiesto agli eredi al trono.
Dopo la morte del re Michele nel dicembre del 2017, la Principessa Margareta (1949) ha cominciato a farsi chiamare “Sua Maestà Margareta, Custode della Corona rumena”. Nel 2018, le istituzioni della Repubblica (il Governo ed il Parlamento di Romania) hanno esplicitamente respinto il progetto di Statuto Reale fatto dal defunto ex-re Michele I. Dunque le regole di successione al trono di Romania secondo la Costituzione del 1938 e lo Statuto reale del 1926 rimangono valide.